# Glomeremus
Genre
Glomeremus est un genre d'insectes orthoptères de la famille des gryllacrididés.

## Distribution
Les espèces de ce genre se rencontrent en Afrique et dans les îles environnantes.

## Liste d'espèces
Selon Orthoptera Species File :
- Glomeremus brevifalcatus (Brunner von Wattenwyl, 1888)
- Glomeremus capitatus Uvarov, 1957
- Glomeremus chimaera (Griffini, 1911)
- Glomeremus falcifer (Sjöstedt, 1909)
- Glomeremus feanus (Griffini, 1908)
- Glomeremus glomerinus (Gerstaecker, 1860)
- Glomeremus kilimandjaricus (Sjöstedt, 1909)
- Glomeremus marginatus (Brunner von Wattenwyl, 1888)
- Glomeremus mediopictus Uvarov, 1957
- Glomeremus nitidus (Karsch, 1893)
- Glomeremus obtusus (Karny, 1929)
- Glomeremus orchidophilus Hugel, 2010
- Glomeremus paraorchidophilus Hugel, 2010
- Glomeremus pileatus (Krauss, 1902)
- Glomeremus shelfordi (Griffini, 1909)
- Glomeremus sphingoides (Karny, 1929)
- Glomeremus sphinx (Gerstaecker, 1860)
- Glomeremus tikasignatus Hugel, 2010

## Référence
- Karny, 1937 : Orthoptera Fam. Gryllacrididae, subfamiliae Omnes. Genera Insectorum, fascicule 206, p. 1-317.

## Liens taxinomiques
- (en) Catalogue of Life : Glomeremus Karny, 1937 (consulté le 8 avril 2023)